# Afrosternophorus ceylonicus
Espèce
Synonymes
- Sternophorus ceylonicus Beier, 1973
- Sternophorus indicus Murthy & Ananthakrishnan, 1977
- Sternophorus transiens Murthy & Ananthakrishnan, 1977
- Sternophorus montanus Sivaraman, 1981
- Sternophorus femoratus Sivaraman, 1981
- Sternophorus intermedius Sivaraman, 1981
- Sternophorus amrithiensis Sivaraman, 1981

Afrosternophorus ceylonicus est une espèce de pseudoscorpions de la famille des Sternophoridae.

## Distribution
Cette espèce se rencontre au Sri Lanka et en Inde.

## Description
Les mâles mesurent de 1,7 à 2,1 mm et les femelles de 2,1 à 2,9 mm.

## Systématique et taxinomie
Cette espèce a été décrite sous le protonyme Sternophorus ceylonicus par Beier en 1973. Elle est placée dans le genre Afrosternophorus par Harvey en 1985 qui dans le même temps place Sternophorus indicus, Sternophorus transiens, Sternophorus montanus, Sternophorus femoratus, Sternophorus intermedius et Sternophorus amrithiensis en synonymie.

## Étymologie
Son nom d'espèce lui a été donné en référence au lieu de sa découverte, Ceylan.

## Publication originale
- Beier, 1973 : Pseudoscorpionidea von Ceylon. Entomologica Scandinavica, vol. 4, Supplement, p. 39-55.